# XLAM: Лучшая беларусская альтернатива
«XLAM: Лучшая беларусская альтернатива» — збірник пісень білоруських альтернативних гуртів, випущений проєктом «Xlam.by» на лейблі «GO-Records» 11 червня 2006 року.

## Передумови та випуск
Робота над формуванням списку артистів на диску почалася в лютому 2006 року. Увага при виборі гуртів зверталася на нестандартність музичного матеріалу, а також на якість запропонованих треків. Як повідомляв «naviny.by» координатор проєкту Дмитро Дмитрієв, головною умовою було, «що це білоруський гурт, котрий грає якісну, екстремальну і чесну музику, яка шукає свого слухача».
Як позначали видавці, завдання компіляції зводилася до відкриття нових імен в альтернативній музиці. Її тираж повинен був складати 1500 примірників, третина з яких призначалася для поширення на ринку Росії.
Презентація диску за участю ряду гуртів, чиї твори потрапили на збірку, пройшла в день його випуску 11 червня 2006 року в Гомелі, в той час як український гурт «SkinHate» став запрошеним хедлайнером вечірки.

## Зміст
1. Пневмания — «Открой меня»
2. 3t.ON[be-x-old] — «Дай нам знать»
3. Rasta[pl] — «Hakkah»
4. Ricochet — «Рикошет кор»
5. kuktooz — «Пустыня»
6. TT-34[de] — «Иной»
7. IKONA — «Не верю»
8. D-Tails — «Выжигая огнем»
9. Tweed — «Зверь»
10. M.L.A. — «Рио»
11. Tav.Mauzer[be] — «Брудная вада»
12. 4example — «Как земле вода»
13. Zv!k — «Клон»
14. Stinkface — «Ashamed»
15. Кризис — «Суицид»
16. Usplёsk[be] — «Эфір superlight»
17. Контур — «Все в глазах»
18. Termin X[be-x-old] — «Згубіцца»
19. ONEGIN — «Smilla»
20. <killkitau> — «Больше ничего»
21. Скимен — «Зачем»

## Критика
«Музыкальная газета» у своєму огляді виділяла композицію «Открой меня» (Пневмания), в той час як гурт «ONEGIN» розчарував критиків. Після платівка характеризувалася Максимом Жуковим звідти ж прикметником «жирний».
Сергій «SB» Будкін з «Тузін Гітоў» і «Нашої Ніви» назвав диск альтернативою проєкту «Вольныя танцы: альтэрнатыва by», в той час як музика була описана словами «експресивна, агресивна, сплетена з нервів і криків».